# دائرة بويزكارن
دائرة بويزكارن هي إحدى دوائر إقليم كلميم، التابع لجهة كلميم واد نون، المملكة المغربية. تضم الدائرة 7 جماعات قروية، وبلغ عدد سكانها 31176 فرداً سنة 2004 حسب الإحصاء الرسمي للسكان والسكنى. يتبع للدائرة 20 مشيخة و109 دوار.

## التقسيمات الإداريّة
تعتبر دائرة بويزكارن إحدى الدوائر المشكّلة لإقليم كلميم، وهو التقسيم الإداري من المستوى الرابع المعتمد في المغرب. ينقسم إقليم كلميم إلى 18 جماعات قروية تختلف من حيث السكان والمساحة، والتي بدورها تنقسم إلى مشيخات تضم عدداً من الدواوير.